# Supercoupe d'Italie de football 1996
Navigation
Supercoupe d'Italie 1995 Supercoupe d'Italie 1997
La Supercoupe d'Italie 1996 (italien : Supercoppa italiana 1996) est la neuvième édition de la Supercoupe d'Italie, épreuve qui oppose le champion d'Italie au vainqueur de la Coupe d'Italie. Disputée le 25 août 1996 au stade Giuseppe-Meazza à Milan devant 29 582 spectateurs, la rencontre est remportée par la Fiorentina sur le score de 2-1 aux dépens de l'AC Milan.

## Feuille de match
| 25 août 1996 | AC Milan      | 1-2   | Fiorentina        | Stade Giuseppe-Meazza, Milan                      |                                                   |
|              | Savićević 22e | (1-1) | 12e 83e Batistuta | Spectateurs : 29 582 Arbitrage : Fiorenzo Treossi | Spectateurs : 29 582 Arbitrage : Fiorenzo Treossi |

| AC Milan | Fiorentina |

| Gardien de but | 1  | Sebastiano Rossi      | Averti |     |
| D              | 14 | Michael Reiziger      |        |     |
| D              | 5  | Alessandro Costacurta |        |     |
| D              | 6  | Franco Baresi         |        |     |
| D              | 3  | Paolo Maldini         |        |     |
| M              | 8  | Marcel Desailly       |        |     |
| M              | 4  | Demetrio Albertini    |        | 76e |
| M              | 20 | Zvonimir Boban        |        |     |
| M              | 10 | Dejan Savićević       |        | 66e |
| A              | 9  | George Weah           |        |     |
| A              | 23 | Marco Simone          |        |     |
| Remplaçants :  |    |                       |        |     |
| M              | 22 | Edgar Davids          |        | 67e |
| M              | 24 | Stefano Eranio        |        | 76e |
| Entraîneur :   |    |                       |        |     |
| Óscar Tabárez  |    |                       |        |     |

| Gardien de but  | 1  | Francesco Toldo     |        |     |
| D               | 2  | Daniele Carnasciali |        |     |
| D               | 6  | Aldo Firicano       | Averti |     |
| D               | 5  | Lorenzo Amoruso     |        |     |
| D               | 16 | Giulio Falcone      | Averti |     |
| M               | 7  | Stefan Schwarz      | Averti |     |
| M               | 4  | Giovanni Piacentini |        |     |
| M               | 14 | Sandro Cois         |        | 90e |
| M               | 10 | Rui Costa           |        | 81e |
| A               | 11 | Luis Oliveira       | Averti | 87e |
| A               | 9  | Gabriel Batistuta   |        |     |
| Remplaçants :   |    |                     |        |     |
| D               | 17 | Vittorio Pusceddu   |        | 90e |
| M               | 20 | Emiliano Bigica     |        | 87e |
| A               | 23 | Anselmo Robbiati    |        | 81e |
| Entraîneur :    |    |                     |        |     |
| Claudio Ranieri |    |                     |        |     |